# キャロル・クリーヴランド
キャロル・クリーヴランド（Carol Cleveland, 1942年1月13日 - ）は、イギリスの喜劇女優。ロンドン生まれ。

## 人物
『空飛ぶモンティ・パイソン』に重要な役回りで出演した唯一の女性演技者として著名である。彼女はまた『Spike Milligan』、『The Two Ronnies』、『The Persuaders!（ダンディ2 華麗な冒険）』、その他のテレビ番組・映画にも出演した。彼女はモンティ・パイソンの、4つのシーズン全てと、4本の映画全てに出演した。別のパイソンズから秘かにCarol Cleavage（谷間のキャロル）と呼ばれていたように、彼女は典型的なブロンド美女を演じた。彼女が出た最初のスケッチのト書きでは、"a blonde buxom wench in the full bloom of womanhood"（色気全開の、ブロンドでぴちぴちの娘っこ）と表現されていた。彼女は自らをglamour stooge（グラマーなボケ役）と呼んでいた。
1955年、クリーヴランドは『Fist of Fun』のシリーズ1のエピソード3に少しだけカメオ出演をした。このBBC製コメディはスチュアート・リーとリチャード・ヘリングに焦点を当てたもので、クリーヴランドが出演した最初の（そして唯一の）パイソンでないスケッチ番組であった。

## 略歴
彼女は幼年期に母親・義父とともにアメリカ合衆国に移住し、はじめはテキサス州サン・アントニオで、次にはカリフォルニア州パサデナで育った。家族と一緒にロンドンに戻ったのは1960年である。彼女は元ミス・カリフォルニア海軍であり、MADマガジン(en:Mad Magazine)のミス・ティーン・クイーンとして15歳でデビューした。彼女はまた王立演劇学校の出身者でもあり、現在はワン・ウーマン・ショー『キャロル・クリーヴランドは全て暴露する』をやっている。
母親は『モンティ・パイソン』に数回登場したことがある。一度は頭に斧を食い込ませた精神病患者として出演した。

## 主な出演作品
- 伯爵夫人 A Countess from Hong Kong （1967年）
- 空飛ぶモンティ・パイソン Monty Python's Flying Circus （テレビシリーズ、1969年 - 1974年）
- モンティ・パイソン・アンド・ナウ And Now for Something Completely Different （1971年）
- モンティ・パイソン・アンド・ホーリー・グレイル Monty Python and the Holy Grail （1975年）
- ライフ・オブ・ブライアン Monty Python's Life of Brian （1979年）
- モンティ・パイソン・ライブ・アット・ザ・ハリウッド・ボウル Monty Python Live at The Hollywood Bowl  （1982年）
- 人生狂騒曲 Monty Python's Meaning of Life （1983年）
- アニー2 Annie: A Royal Adventure! （1995年）
- モンティ・パイソン ノット・ザ・メシア Not the Messiah (He's a Very Naughty Boy) （2010年）
- モンティ・パイソン ある嘘つきの物語 グレアム・チャップマン自伝 A Liar's Autobiography: The Untrue Story of Monty Python's Graham Chapman （2012年）

## よく引用される言葉
- "But it's my only line!"(でも私の台詞ってこれだけなのよ！)…モンティ･パイソンのあるスケッチの落ち。この中で彼女が放ったジョークはあまりうまく行かなかった。